# Szłap
Szłap – nieprawidłowy kłus konia. Kończyny nie są stawiane równocześnie po dwie (tylna lewa i przednia prawa, tylna prawa i przednia lewa). Zamiast dwóch uderzeń kopyt słychać cztery. Konie takie są cenione przez kiepskich jeźdźców, ponieważ jazda na nich jest łatwiejsza. Konie tak chodzące nazywane są szłapakami. 
U psów ruch taki nazywany jest również nazwą "amble".  